# 中条満平
中条 満平（ちゅうじょう みつひら、生没年不詳）は室町時代前期の武将。室町幕府奉公衆。三河国高橋荘（愛知県豊田市）地頭。中条詮秀の子。兄は中条満秀。官途は刑部大輔。

## 略歴
兄・満秀と同様に、室町幕府第3代将軍足利義満から一字を賜り満平と名乗る。応永19年（1412年）10月に満秀が没したため、中条家の家督を継ぐ。
永享4年（1432年）、6代将軍足利義教は鎌倉公方足利持氏牽制のため、富士遊覧と称して多数の家臣を引き連れて駿河まで下向した。9月10日に出発し同月28日に帰京という日程であったが、帰京直後の10月、義教の怒りを買い、高橋荘及び尾張国海東郡の所領を没収された。高橋荘は義教の寵臣一色持信と西条吉良氏当主である吉良義尚に分け与えられ、海東郡は尾張国守護である斯波義淳に与えられた。満平の京都の邸宅は、侍所から検索を受けた上、没収となり、満平は高野山に遁世してしまった。更に申し開きのため、三河から上洛する途中であった父詮秀は、尾張の時宗道場において切腹を命ぜられ、供の者と一緒に自害して果てている。このような処分を受けたのは、詮秀が義教の代になってから一度も上洛せず、満平ばかりを在京奉公させて、富士遊覧の際も悪しき振舞（伺候しなかった）があったためだという。また、中条氏が日野義資と縁が深く、日野裏松家の排斥を考えた義教にとって邪魔な存在だったため粛清されたと考える見方もある。
この事件により、中条氏は一旦没落する。義教の晩年になって勘気は解け、永享12年（1440年）の結城合戦は一族（甥（兄・満秀の子）とされる）の中条持家（もちいえ）らが出陣・奮戦し、義教から褒美の言葉をかけられている。また、同年には中条左京亮（実名不詳または一族のいずれかと同一人物か）が兵庫頭に任ぜられている（『猿投神社文書』）。高橋荘も返還されたものと思われる。満平自身も御供衆として復活し、長禄2年（1458年）まで史料に姿を現している。復活を遂げたかのように見える中条氏であるが、満平の代以降は系譜関係も判然とせず、史料への登場も一層断片的なものとなっていく。また、三宅氏などの家臣の台頭や一族内部での争いも始まり、勢力は次第に衰えていく。